# Beauty and the Beast (chanson)
Pour les articles homonymes, voir Beauty and the Beast.
Histoire éternelle
Beauty and the Beast (La Belle et la Bête ou Histoire éternelle en version française) est la chanson-thème du long métrage d'animation  des studios Disney, La Belle et la Bête, reprise également dans le remake de 2017 en prise de vues réelle. Composée par Alan Menken sur des paroles de Howard Ashman, cette ballade évoque la naissance du sentiment amoureux entre Belle et la Bête.
Elle est sortie en single en 1991 aux États-Unis et en 1992 dans le reste du monde. Elle a également été incluse sur le deuxième album anglophone de Céline Dion.

## Historique
Ce titre marque le début d'une nouvelle ère: Il s'agit du 1er Disney qui inclut une chanson thème à la fin du film. La chanson du générique, interprété par Céline Dion et Peabo Bryson. illustre d'un cas bien particulier. Au départ, Céline Dion hésite à enregistrer la chanson, car elle avait enregistré la chanson Dreams to Dream d'un film de Speilberg: Fievel au Far west, après que Linda Ronstadt ait refusé la chanson. Finalement, Linda change d'idée et Speilberg écarte donc Céline pour la laisser revenir. Dévastée et très déçue, Céline refuse au départ la chanson, de peur de revivre la même chose. Elle enregistre finalement la chanson après avoir vu le film dans les studios dans son format inachevé. La production de la chanson est confiée à Walter Afanasieff pour en produire un son plus pop, pour la sortie à la radio.

## Versions

### Version originale
Dans le film, Beauty and the Beast est interprétée par Madame Samovar (Angela Lansbury), accompagnant la séquence iconique où les deux personnages principaux exécutent une danse dans la salle de bal du château. 
La chanson également de générique de fin, interprété par Céline Dion et Peabo Bryson. Le vidéoclip, réalisé par Dominic Orlando, sort en janvier 1992.
Dans le remake de 2017, la chanson est reprise dans le même contexte durant le film, interprétée cette fois par Emma Thompson qui reprend le rôle de Madame Samovar. La reprise en fin de film, en plus des chœurs et de Emma Thompson, fait également entendre la voix de Audra McDonald (qui interprète le personnage de Madame de Gardederobe), un couplet inédit étant en outre présent.
Et de nouveau, la chanson est audible durant le générique de fin, chantée par Ariana Grande et John Legend.

### Version francophone
Intitulée Histoire éternelle, la version francophone de la chanson telle qu'elle est utilisée dans la séquence de la danse a été adaptée par Claude-Rigal Ansous et interprétée par Lucie Dolène (Mme Samovar), remplacée par Christiane Legrand à partir de la ressortie du film en 2002 (mais les rééditions de la bande originale conservent le chant de Lucie Dolène). Pour la version du générique de fin, une autre adaptation est utilisée, sous le titre La Belle et la Bête, avec des paroles adaptées par Charles Aznavour qui chante également la chanson avec Liane Foly dans la première version française, qui sera refaite là aussi en 2002 avec cette fois Patrick Fiori et Julie Zenatti au chant (les rééditions de la bande originale proposent les deux versions).
Pour le remake, Sophie Delmas double Emma Thompson et Frédérique Varda fait de même pour Audra McDonald. Le couplet inédit a été adapté par Philippe Videcoq. La version du générique de fin est laissée en anglais.

## Distinctions
La chanson a remporté de nombreux prix dont l'Oscar, le Golden Globe de la meilleure chanson originale et deux Grammys (meilleure chanson écrite pour un film et meilleure interprétation dans la catégorie pop). Au Canada, elle a remporté le prix Juno de la chanson de l'année.
Angela Lansbury, Céline Dion et Peabo Bryson ont interprété la chanson lors de la 64e cérémonie des Oscars.

## Classements
Beauty and the Beast est le premier succès mondial de Céline Dion. En Australie, la chanson démarre à la 87e position et grimpe rapidement jusqu'à la 17e. Aux États-Unis, la chanson passe de la 88e à la 9e place en quatre mois. La chanson est certifiée or pour 500 000 copies vendues. Au Royaume-Uni, la chanson entre en 15e position et se place 9e la semaine suivante. La chanson est un succès également au Canada (2e), en Nouvelle-Zélande (8e) et en Irlande (12e).
| Pays                         | Meilleure place | Certification | Vente   |
| ---------------------------- | --------------- | ------------- | ------- |
| Australie                    | 17              |               |         |
| Belgique                     | 25              |               |         |
| Canada                       | 2               |               |         |
| États-Unis Billboard Hot 100 | 9               | or            | 500 000 |
| Irlande                      | 12              |               |         |
| Japon                        | 67              |               |         |
| Nouvelle-Zélande             | 8               |               |         |
| Pays-Bas                     | 20              |               |         |
| Pologne                      | 46              |               |         |
| Royaume-Uni                  | 9               |               |         |